# Juan Sánchez Cotán

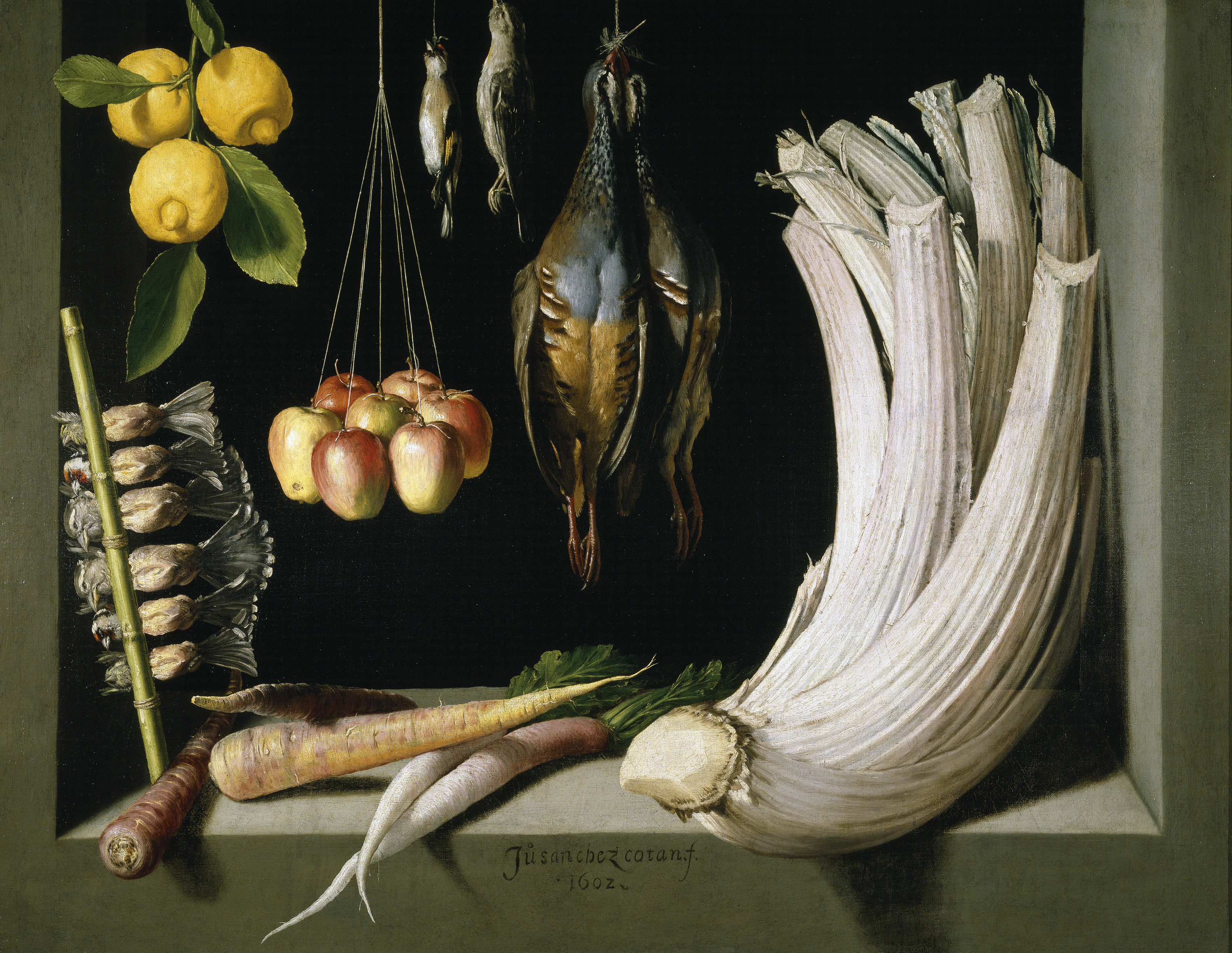
Bodegón de caza, hortalizas y frutas, firmado «Ju. Sanchez cotan f./1602», óleo sobre lienzo, 69 x 88,2 cm, Madrid, Museo del Prado.

Juan Sánchez Cotán (Orgaz, Toledo, 1560-Granada, 1627) fue un pintor español, discípulo de Blas de Prado e influido por algunos artistas que trabajaron en El Escorial, como Luca Cambiaso o Juan Fernández Navarrete. Sánchez Cotán trabajó en Toledo, donde contó con una importante clientela, hasta que en 1603 decidió ingresar como hermano lego en la Cartuja, una de las órdenes religiosas de más estricta observancia, estableciéndose en Granada hasta su fallecimiento el 8 de septiembre de 1627, fiesta de la Natividad de la Virgen, el mismo día que, según subrayaba Antonio Palomino, había profesado como cartujo en 1604. 
El grueso de su obra lo constituyen las pinturas de asunto religioso, destacando las muy numerosas que realizó para su cartuja de Granada. Cultivó también el retrato y el paisaje, pero es célebre por sus bodegones, especialmente desde la celebración en Madrid, en 1935, de la exposición Floreros y bodegones en la pintura española, que resultó clave para la revalorización crítica del bodegón español. Entre las obras expuestas en aquella ocasión figuraban dos pinturas de Sánchez Cotán que llamaron la atención: el Bodegón de caza, hortalizas y frutas (ahora en el Museo del Prado) y el Bodegón del cardo (Museo de Bellas Artes de Granada), que se iban a convertir en una de las piedras angulares de la historia de la naturaleza muerta en España.
Por el sentido austero de su composición y la sobriedad de sus manjares, sus bodegones, como los posteriores de Zurbarán, se interpretaron en clave mística por críticos como Emilio Orozco o Cavestany, al tiempo que se insistía en distanciarlos de los «opulentos» bodegones flamencos, recalcando su carácter «singular» dentro del contexto europeo y lo que se estimaban paralelismos con la literatura ascética española del Siglo de Oro. Por el contrario, Julián Gállego, años más tarde, al tiempo que recuperaba el lenguaje alegórico de las flores y los frutos, opuso a la supuesta sobriedad de estos bodegones el valor que tales viandas tenían en su época, donde podían ser consideradas como auténticas golosinas y recordaba cómo a Guzmán de Alfarache se le hacía la boca agua ante el arcón de Monseñor Ilustrísimo Cardenal, su amo romano:

Allí estaba la pera bergamota de Aranjuez, la ciruela ginovisca, melón de Granada, cidra sevillana, naranja y toronja de Plasencia, limón de Murcia, pepino de Valencia, tallos de las Islas, berenjena de Toledo, orejones de Aragón, patata de Málaga. Tenía camuesa, zanahoria, calabaza, confituras de mil maneras y otro infinito número de diferencias que me traían el espíritu inquieto y el alma desasosegada.

## Biografía

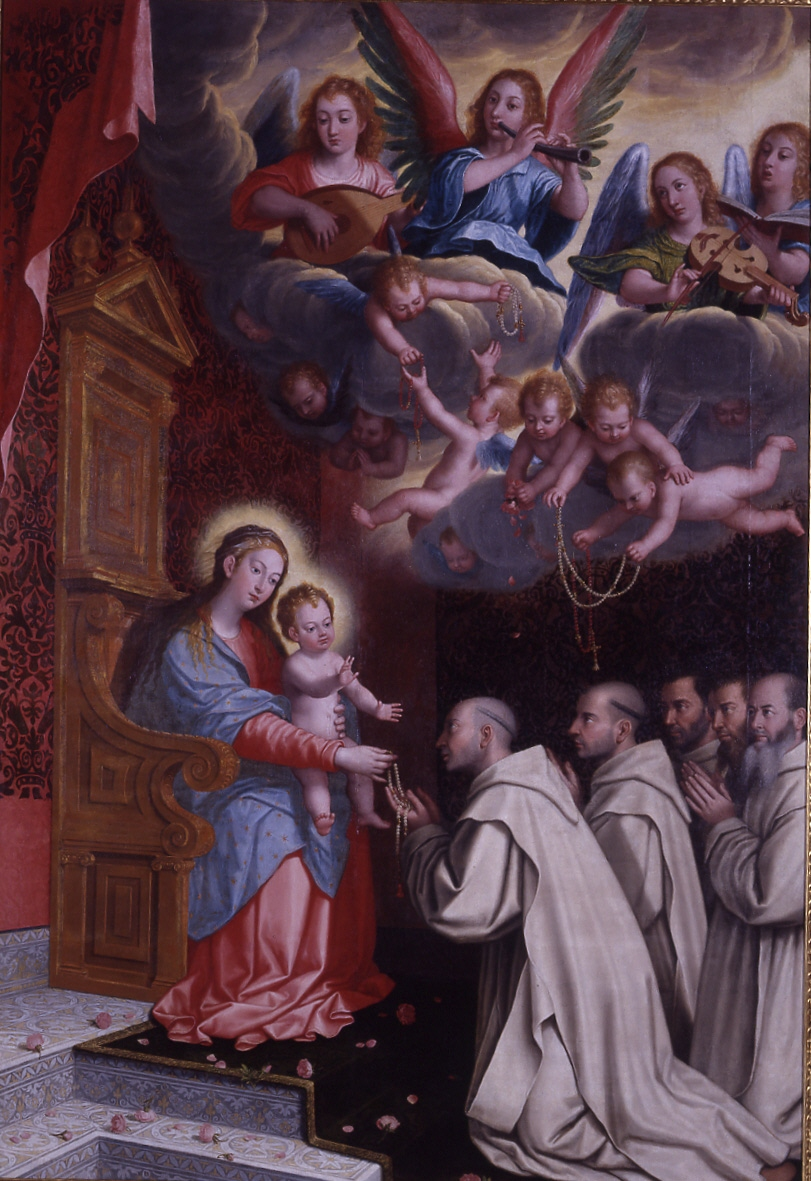
Aparición de la Virgen del Rosario a los cartujos, Museo de Bellas Artes de Granada (333 x 231 cm) Antonio Palomino afirma que el pintor se retrató en él, suponiéndose por tal motivo que el monje que aparece en primer término a la derecha sea su autorretrato.

Sánchez Cotán fue bautizado el 25 de junio de 1560 en Orgaz (Toledo), siendo sus padres Bartolomé Sánchez de Plasencia y Catalina Ramos. La partida de bautismo, dada a conocer por Emilio Orozco Díaz, ha suscitado algunas dudas al no coincidir en ella el nombre de la madre con el que dio el pintor en su testamento de 1603, donde se decía hijo de Ana Quiñones, nombre que también llevaba una hermana. Este era igualmente el nombre que le daba Palomino y el que figuraba en la información de limpieza de sangre para el ingreso en la cartuja de 1604. Por este último documento se conocen también los nombres de los abuelos, todos residentes en Orgaz, habiendo tomado el pintor su segundo apellido del abuelo materno, Alonso Cotán.
Se desconoce la profesión del padre y, por consiguiente, si pudo tener alguna influencia en la inclinación a la pintura de Juan, pero consta que un hermano, Alonso Sánchez Cotán, fue escultor con residencia en Alcázar de San Juan (Ciudad Real), profesión que heredaron sus hijos, Alonso y Damián, aunque este último es posible que se dedicara únicamente a las labores de dorado y estofado en el taller de escultura familiar.

### Pintor en Toledo
Antonio Palomino afirma que fue discípulo de Blas de Prado en Toledo, con quien «se aventajó en pintar frutas». Aunque no se haya podido confirmar documentalmente, esta relación de aprendizaje resulta verosímil. Prado, que realizó frecuentes viajes a El Escorial asimilando las tendencias manieristas que allí se practicaban, habría sido, según las fuentes literarias, el creador del bodegón español, aunque ninguno de su mano se haya conservado. Por otra parte, su relación amistosa y profesional con Sánchez Cotán está acreditada hasta el mismo año de su muerte en 1599. 
El testamento que redactó Sánchez Cotán en 1603, cuando se disponía a tomar el hábito cartujo, junto con el inventario de sus bienes llevado a cabo por sus albaceas, son la mejor fuente de información disponible para el conocimiento de su trayectoria humana y profesional hasta ese año. De ellos se deduce que el pintor había llevado una vida desahogada, contando con una clientela amplia formada por algunos miembros de la nobleza local y muchos eclesiásticos, sin desdeñar la realización de tareas poco cualificadas para clientes de menor rango, como puede ser el escudo de armas del arzobispo de Toledo pintado para un zapatero. La relación de sus deudores era también numerosa, figurando entre ellos los herederos de su antiguo maestro. En su casa, que a la vez servía de taller, disponía de algunos objetos de valor e instrumentos musicales, pero pocos libros, entre los que se contaba uno de pintura de Blas de Prado y un «librillo de dibujos» del mismo, junto con un libro de perspectiva de Vignola. Otro era el Flos sanctorum de Alonso de Villegas, que podía servir tanto de libro de devoción como de herramienta útil para un pintor cuya dedicación principal era, precisamente, la pintura de santos. De su religiosidad, antes de ingresar cartujo, únicamente dan testimonio un hábito franciscano, un rosario y algunas reliquias que hizo enviar a la cartuja de Granada junto con unos anteojos y algunos pinceles.
En el inventario se recogían también cerca de sesenta pinturas, la mitad de asunto religioso, trece retratos, entre ellos un autorretrato esbozado, y nueve bodegones. No todas eran de su mano. Sánchez Cotán contaba con dos obras del Greco, una Verónica y un Crucifijo vivo. El arte singular del cretense, quien figuraba además entre sus deudores, no dejó, sin embargo, huella perceptible en el pintor de Orgaz. Su inclinación se dirigía con preferencia hacia la pintura escurialense, contando también con un Cristo del Mudo y una Oración del huerto de Luca Cambiaso «no acabada» y quizá copia. Tras Blas de Prado el pintor con el que aparece más estrechamente relacionado es con Juan de Salazar, a quien nombró albacea testamentario. Propietario del Bodegón de caza, hortalizas y frutas, Salazar había trabajado en El Escorial como iluminador de los libros de coro y continuaba en esa labor al servicio del arzobispado de Toledo. Influido por Jacopo Bassano, abundaban en su pintura los detalles naturalistas, afición que debió de transmitir a Sánchez Cotán quien, aunque de forma ocasional, no dudaría en recurrir a detalles de ese género en sus pinturas. 

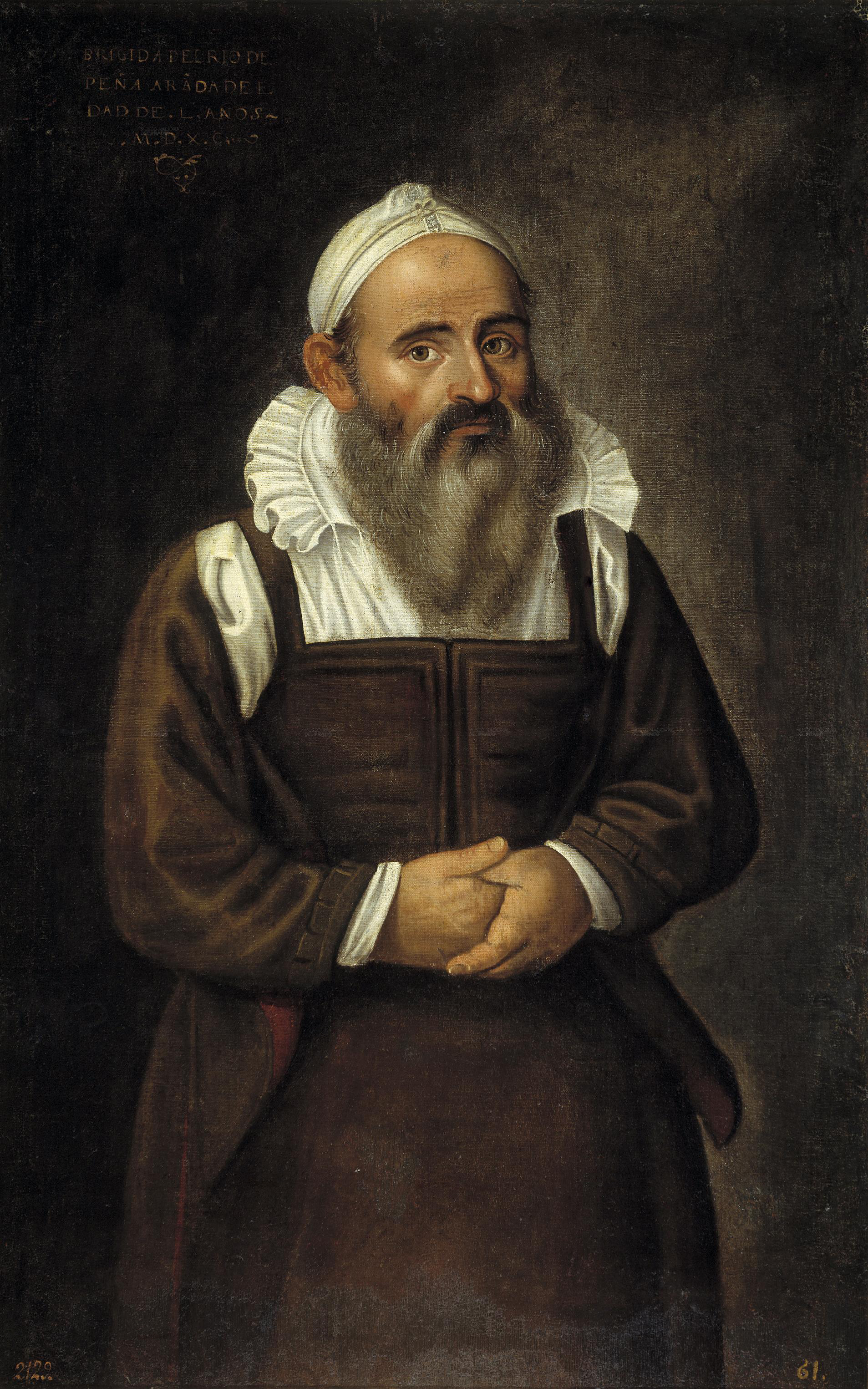
Brígida del Río, la barbuda de Peñaranda, inscripción en letras capitales: «BRÍGIDA DEL RÍO DE/ PEÑA ARANDA DE E/DAD DE L AÑOS/MDXC». 1590, Museo del Prado, Madrid, Óleo sobre lienzo (102 x 61 cm). El interés, compartido en la época, por los casos extraordinarios se pone de manifiesto en este único retrato de Sánchez Cotán que se ha conservado.

Algunas de las pinturas autógrafas de Sánchez Cotán citadas en los documentos tienen rasgos inequívocamente bassanescos, entre las que se podrían destacar dos paisajes dedicados a las estaciones del año, en tanto otras se describen directamente como copias, así «un lienzo de Bassano grande empezado a bosquejar» y otro «donde están bosquejadas unas cabezas de viejos y otras cosas del Vasan». También se mencionan copias de Tiziano, que podrían responder a los gustos de la clientela más que al interés del propio artista por la pintura veneciana, cuya influencia queda muy diluida al no incorporar Sánchez Cotán en su pintura la técnica suelta ni el sentido del color de los maestros venecianos.
Una de esas copias de Tiziano era la del Rapto de Europa, actualmente en Boston. No se trataba, además, de la única pintura de tema mitológico con resonancias eróticas guardada en el obrador, donde se encontraba también un Juicio de Paris quizá de su mano.
En cuanto a los bodegones que le darían fama, el inventario de 1603, en el que se mencionan ya buena parte de los siete actualmente conocidos, deja ver inequívocamente cómo, a partir de un número reducido de originales, eran objeto de copias hechas por el mismo Sánchez Cotán a demanda de la clientela. Al bodegón conservado en el Museo del Prado, propiedad de Juan de Salazar, alude probablemente una entrada del inventario donde se menciona «un lienzo del cardo adonde están las perdices que es el original de los demás», en tanto otro se describe como «lienzo de frutas que es como el de Juan de Salazar».
Más numerosos son los retratos, en los que se incluyen los que hizo de personajes toledanos, miembros de su nutrida clientela, junto con otros, que han de ser copias de pinturas ajenas, de miembros de la familia real, entre los que figuraba uno «de la reina inglesa». A juzgar por el número de los retratos que guardaba en el taller, algunos solo bosquejados, y los que menciona en el testamento por debérsele aún parte del pago, debió de ser esta su principal ocupación tras la pintura religiosa y por delante de la «pintura de frutas» en la que, según Palomino, habría destacado antes de abandonar Toledo. De su labor en este orden, sin embargo, únicamente se ha conservado el retrato de Brígida del Río, La barbuda de Peñaranda (1590) guardado en el Museo del Prado tras su paso por la colección real. Del interés que despertó el caso de esta desdichada mujer se encuentra otra prueba en el emblema que le dedicó en fecha próxima el toledano Sebastián de Covarrubias, quien se ocupaba de ella como de un caso de hermafroditismo y calificaba su retrato de monstruo horrendo y raro tenido por presagio de mal agüero.

### Hermano lego en la Cartuja de Granada

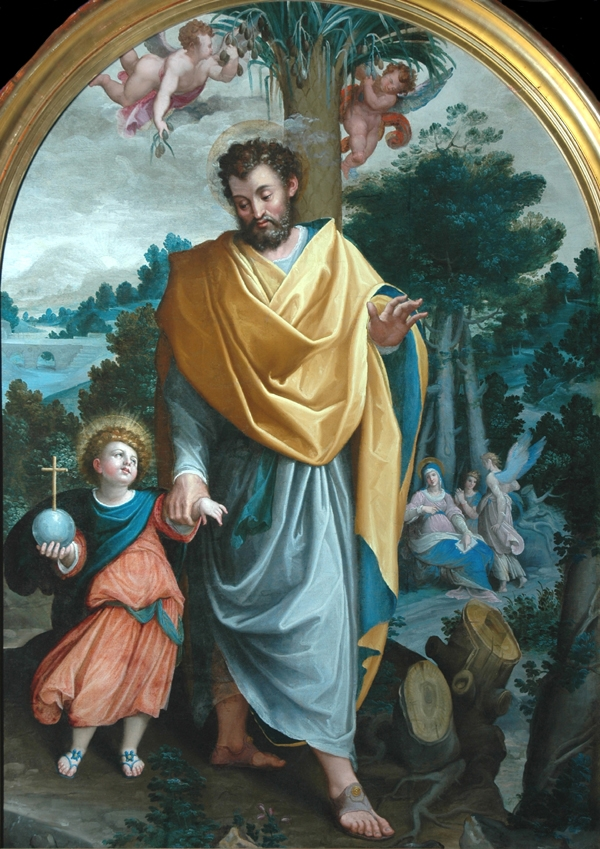
San José con el Niño Jesús, óleo sobre lienzo, 221 x 156,2 cm, Barnard Castle, Bowes Museum.

Sánchez Cotán firmó su testamento el 10 de agosto de 1603 con intención de ingresar cartujo en Granada, a donde se desplazaría poco más tarde. Es posible, sin embargo, que no se dirigiese inmediatamente a la cartuja y que pasase antes unos meses en el convento de los Agustinos calzados de aquella ciudad, hasta que, superado el examen de limpieza de sangre, profesase en la cartuja granadina el 8 de septiembre de 1604. Más tarde, quizá al cumplirse los dos primeros años de noviciado, se trasladó a la cartuja de El Paular, donde consta que se encontraba en 1610, cuando concertó con su sobrino Juan Sánchez Cotán la pintura de un retablo para la iglesia de San Pablo de los Montes (Toledo). En la propia cartuja de El Paular dejó algunas pinturas descritas por Antonio Palomino, al parecer todas perdidas, aunque podrían ser de esa procedencia la Muerte de San Bruno actualmente en la iglesia de la plaza Carnot en Montignac (Francia) y el monumental San José con el Niño de Barnard Castle, Bowes Museum.
Dos años más tarde se encontraba de nuevo en Granada, pues se sabe que desde allí marchó a Alcázar de San Juan para mediar en disputas familiares ocasionadas por las andanzas de su sobrina. Establecido definitivamente en la cartuja granadina enriqueció con sus pinceles las dependencias del monasterio, del que proceden gran parte de sus obras conservadas, actualmente repartidas entre la propia cartuja y el Museo de Bellas Artes de Granada. Pero sus habilidades manuales, según cuenta Palomino, fueron aprovechadas también en otros menesteres, convirtiendo su celda en «remedio de todas las calamidades de la casa; ya fuese para reparar los ornamentos; ya para las cañerías; ya para los relojes y despertadores». Y al decir del propio Palomino, que visitó la cartuja y estudió en ella sus pinturas, llevó una vida en extremo virtuosa, al punto «que es tradición en aquella santa casa, que se le apareció la Virgen, para que la retratase», muriendo «con crédito de venerable» en 1627.

## Estilo

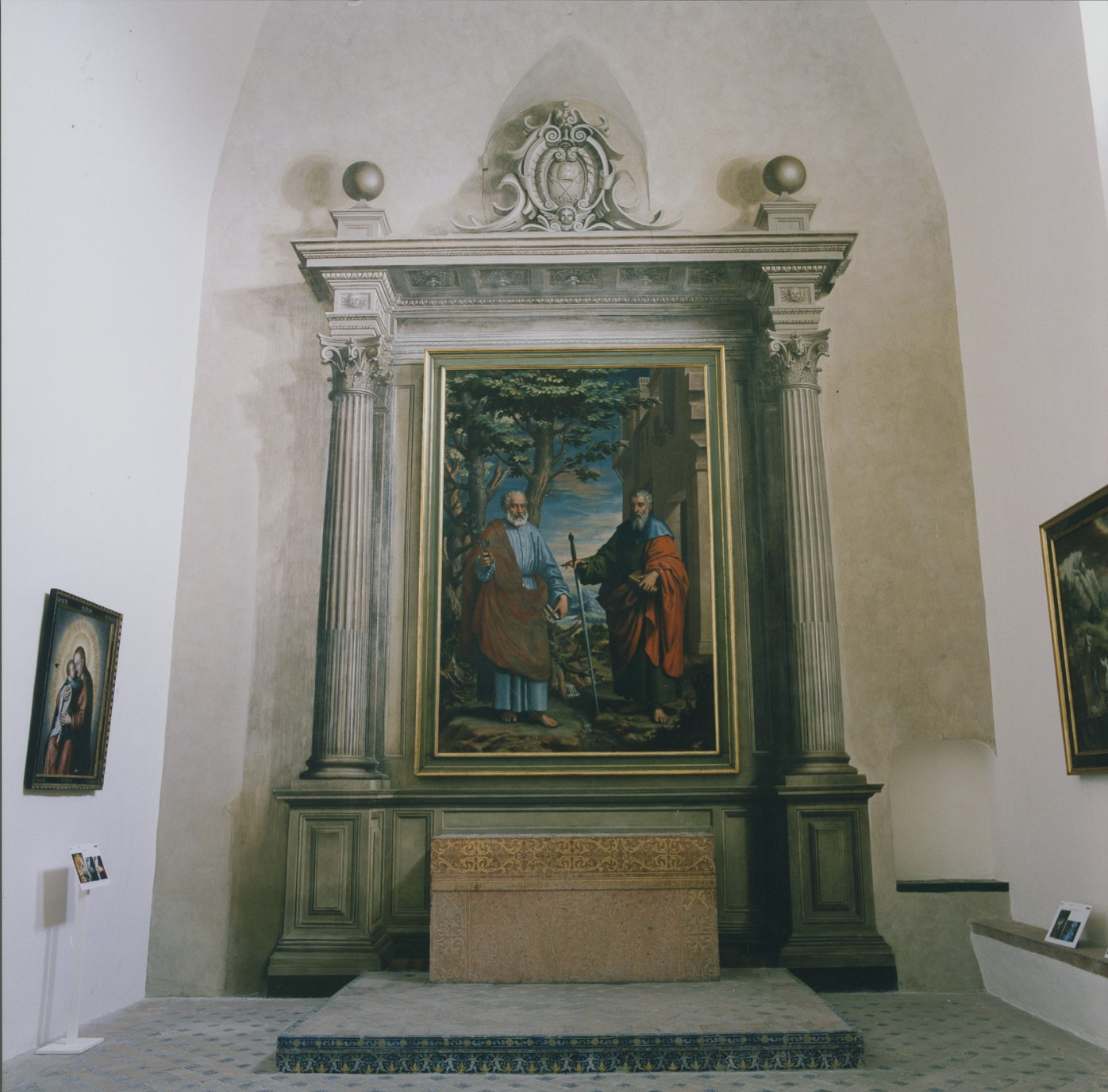
Altar fingido de San Pedro y San Pablo, Cartuja de Granada. El cuadro con los dos santos se enmarca en un retablo fingido en grisalla a modo de trampantojo, en un alarde de dominio de la perspectiva.
(Para ver el falso retablo en detalle, cliquee con el ratón sobre la imagen y vuelva a hacerlo sucesivamente sobre las nuevas imágenes que aparecerán. Si revierte y no aumenta la imagen, vuelva a cliquear. Para desplazar la imagen emplee el cursor en los bordes de la pantalla.)

El contacto en Toledo con artistas que habían trabajado en El Escorial, y su conocimiento directo de algunas obras de aquella procedencia, resultarán determinantes en la gestación de un estilo personal que apenas experimentará cambios con los años. El recuerdo de lo escurialense está muy presente todavía en las obras que realizó para la cartuja de Granada. De allí proceden tanto la monumentalidad de algunas de sus figuras, como las de San Pedro y San Pablo en un retablo fingido, recuerdo obvio de los altares con parejas de santos de la basílica escurialense, como en el riguroso sentido geométrico de sus composiciones, tomado de Luca Cambiaso, de quien tomó también el claroscurismo del que hará gala en pinturas como La Virgen despertando al Niño, ahora perteneciente al Museo de Bellas Artes de Granada, típico estudio de iluminación artificial al modo como se encuentra en otros pintores manieristas.
La misma procedencia tienen algunos detalles naturalistas, como la lucha entre el perro y el gato que situó en primer término en la Última Cena pintada para el refectorio de la cartuja granadina, imagen anecdótica imitada del cuadro de la Sagrada Familia de Fernández Navarrete. Pero la solemnidad de lo escurialense será reinterpretada por Sánchez Cotán con un muy personal y «candoroso primitivismo», recuperando modelos flamencos de comienzos del siglo XVI aunque tratados con técnica diversa.
Contrario a las exageraciones anatómicas manieristas, aún lo será más al incipiente barroquismo. En el tono apacible y ordenado de buena parte de su pintura se ha visto, desde Ceán Bermúdez, un reflejo del temperamento contemplativo del monje y de su personal carácter bondadoso. Con esa tranquilidad de espíritu abordará, por ejemplo, los temas cruentos de los martirios de los monjes cartujos de Inglaterra. Sus equilibradas composiciones y los momentos elegidos, siempre más interesado en mostrar los instantes previos al martirio, dedicados a la oración, antes que la muerte misma, marcan las distancias con lo que pocos años más tarde, y al tratar los mismos temas pero con un mayor dramatismo y en un lenguaje ya plenamente barroco, iba a hacer Vicente Carducho, quien, según cuenta Palomino, visitó al Sánchez Cotán en Granada, a donde habría viajado únicamente con intención de conocerle, antes de ponerse a trabajar en su propia serie de escenas cartujanas para El Paular.

## Obras
Sánchez Cotán raramente fechó sus obras por lo que resulta difícil establecer una cronología, dificultad que se ve agravada por el hecho de que su estilo parece haber evolucionado poco. Solo conjeturalmente, por tanto, cabe asignar a la etapa toledana el reducido número de pinturas de asunto religioso que se encuentran fuera del ámbito cartujano, además de los bodegones citados en el inventario de 1603, con excepción, quizá, del Bodegón del cardo del Museo de Bellas Artes de Granada.

### Etapa toledana
De este primer momento, aparte de los bodegones y la ya citada Barbuda de Peñaranda (1590), la obra más importante de las conservadas es Cristo y la samaritana del convento de Santo Domingo el Antiguo de Toledo. El lienzo, de medianas dimensiones (112 x 142 cm) y firmado, presenta ya los modelos humanos que empleará el pintor en sus obras granadinas así como la severa composición geométrica característica de toda su pintura, situando la escena en un paisaje blando tomado de lo flamenco.
Al Museo de Santa Cruz (Toledo) pertenecen dos versiones de San Juan Evangelista en Patmos, retratado con aspecto juvenil en contradicción con la edad que debía de tener cuando recibió las revelaciones. Uno de ellos, firmado, fue adquirido en el comercio, ignorándose su procedencia; el segundo ha de ser, como observó Orozco, el que se describe en el testamento de 1603 como pintura de la Magdalena transformada en San Juan Evangelista a petición de su dueña, la condesa de Montalbán, que aún le debía 33 reales por su trabajo. En la iglesia de San Ildefonso de la misma ciudad se conserva un Niño Jesús con la cruz, del que existen algunas réplicas, que podría ser otro de los mencionados en el testamento, donde declaraba haber pintado un cuadro de ese motivo para Juan Sánchez Coello, capellán en San Juan de los Reyes y familiar del pintor Alonso Sánchez Coello.

### Bodegones
Buena parte de la fama actual de Sánchez Cotán se apoya en sus bodegones, a pesar de su reducido número (actualmente se conocen siete), revalorizados a la par que se producía el redescubrimiento del bodegón seiscentista español. Considerado por los tratadistas como un género menor, según el orden establecido en el «árbol de Porfirio» que colocaba al hombre en la cima de la creación, el bodegón, con sus antecedentes en los grutescos y la pintura mural, solo se independizó en la pintura de caballete a finales del siglo XVI, como una aplicación práctica de las teorías de la imitación y buscando unos efectos ilusionistas que encontraban siempre su modelo ejemplar en Zeuxis y la anécdota, narrada por Plinio el Viejo, de los pájaros que acudieron a picotear en unas uvas pintadas por aquel. Sánchez Cotán y, sobre todo, su probable maestro, Blas de Prado, se sitúan, por tanto, en los orígenes mismos del género, con amplias repercusiones sobre la posterior evolución del bodegón español.
Sánchez Cotán, a petición de la clientela, copiaba total o parcialmente sus bodegones a partir de un número reducido de originales, como se comprueba en el inventario de 1603. Cabezas de serie podrían ser el bodegón del Prado que, firmado en 1602, muestra ya plenamente formado su estilo, y el del Museo de Bellas Artes de San Diego. Sus bodegones se sitúan en el interior de una fresquera o cantarera de la que solo se dibuja la parte inferior, con la que se justifica el fondo densamente negro. Sobre ese fondo, con luz dirigida que puede calificarse de tenebrista, se destacan las piezas de caza, frutas y hortalizas fuertemente iluminadas y tratadas con un dibujo preciso, muy diferente del modelado que emplea en sus cuadros religiosos.
En el bodegón del Museo del Prado, probablemente aquel que en el inventario de 1603 se dice que es de Juan de Salazar y original de los demás, el protagonismo corresponde al cardo, apoyado sobre uno de los lados de la fresquera, cuyo movimiento curvo continúan las zanahorias sobre la repisa. A esto se reduce el bodegón del Museo de Bellas Artes de Granada, pintado quizá tras su ingreso en la cartuja, en el que prescindirá de los restantes elementos —racimo de limones con sus hojas de esmeralda, cinco peros o manzanas, perdices y otras aves que penden de la parte superior y una caña en la que se enristran algunos pajaritos— que hacían del bodegón ahora en el Museo del Prado el retrato de una bien surtida despensa en la casa de un miembro cualquiera de la burguesía toledana. Buena prueba de su éxito es la copia literal del cardo en el Bodegón con cardo y francolín que fue de la colección Barbara Piasecka Johnson, subastado en Christie's en 2004, así como en el más tardío Bodegón del desconocido Felipe Ramírez, fechado en 1628 y conservado también en el Museo del Prado. Por otro lado, la inclusión de un cardo semejante en un cuadro de la Virgen con el Niño que se conservaba en la parroquia de Santiago en Guadix (destruido en 1936), podría hacer pensar en algún tipo de simbolismo en el cardo, con un significado que se nos escapa.
El bodegón del Museo de Arte de San Diego, sin el cardo, repite su movimiento decreciente curvilíneo por la disposición de sus cinco elementos a distinta altura, progresivamente separados del fondo, comenzando con un membrillo y un voluminoso repollo colgados del techo, continuando con el melón o cidra abierto en el centro de la composición, mostrando toda la luminosa blancura de su interior, y terminando con una raja del mismo melón y un pepino de piel rugosa a la derecha. Su armoniosa composición, que parece describir una hipérbola, ha hecho pensar que Sánchez Cotán se inspirase en algún grabado de Arquímedes o en la disposición de las notas musicales sobre una partitura, recordándose que entre los escasos libros que guardaba uno era de perspectiva de Vignola y otro un «libro de Música», a la que era aficionado.
En el inventario de 1603 este bodegón se describe como «un lienzo donde están un membrillo, melón, pepino y repollo». El de Chicago Art Institute, probablemente el que se recoge en el mismo inventario como «un cuadro con frutas donde están un ánade y otros tres pájaros», que fue del platero Diego de Valdivieso, no es sino una variación del anterior, con el añadido de las aves que, en cierta forma, rompen la rigurosa geometría del primero. Otra versión, más tosca, de mano de un imitador, agrega además los limones del Museo del Prado y un gato agazapado.
Independiente de estos modelos es el Bodegón de frutas y hortalizas de la colección Abelló y antes de la colección Várez Fisa. El cardo, que aquí aparece tendido sobre el antepecho, prolonga su curva en la escarola a la que se enlaza con una rodaja de limón, enriqueciendo el color. Por el número de sus elementos, aunque exclusivamente vegetales, está más próximo al de Madrid que al de Granada, y debió de pintarse antes de su ingreso en la cartuja. 
Recientemente Peter Cherry ha incorporado a la producción cotanesca un nuevo bodegón, Bodegón con flores, hortalizas y un cesto de cerezas de colección particular. El cuadro, que ya había sido relacionado con Sánchez Cotán por Enrique Lafuente Ferrari, estuvo expuesto en 1936 a nombre de Zurbarán, cuando pertenecía a la colección de Juan Martínez de la Vega, y debió de salir de España con ocasión de la guerra civil. La presencia de las flores —azucenas blancas y rosadas, claveles, rosas y alhelíes— es excepcional en la obra conocida del pintor, y su semejanza con las empleadas por Zurbarán permite explicar la anterior atribución a este. También son excepcionales las frutas y hortalizas representadas —espárragos, judías verdes y cerezas— y la presencia de objetos de ajuar, como el jarrón de barro rojizo y el cestillo de mimbre que pende del techo, aunque en este caso se dispone de la noticia, recogida en el inventario de 1603, de «un lienzo de un zenacho de zerezas y cestillo de albarcoques», pintado por Sánchez Cotán y perdido. Del mismo modo es inédito el punto de vista bajo adoptado en esta ocasión, de tal modo que a diferencia de lo que se encuentra en los seis restantes bodegones conocidos, no es la base de la alacena sobre la que reposan los objetos lo que se observa sino el marco superior, elidido en las restantes obras, desapareciendo aquí las sombras proyectadas sobre el marco. 

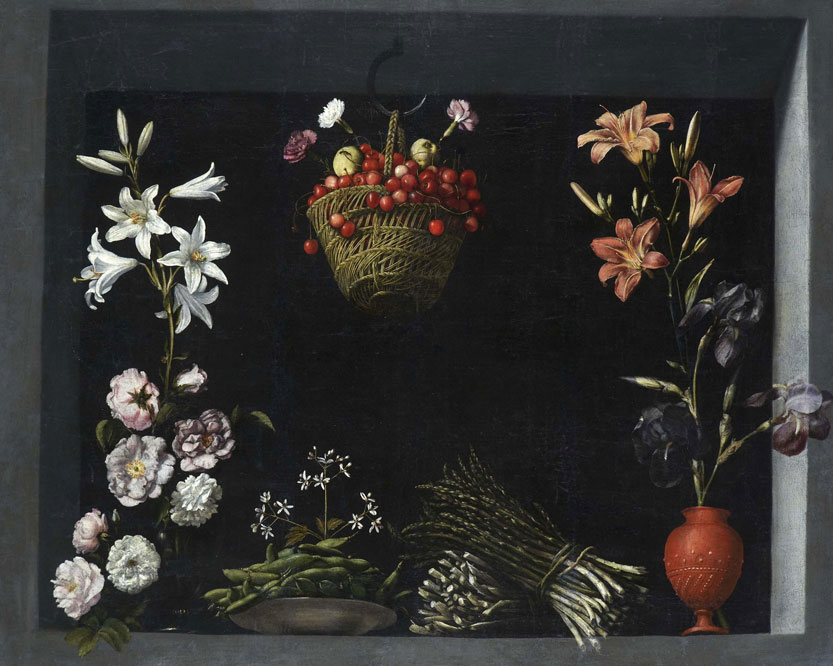
Bodegón con flores, hortalizas y un cesto de cerezas, óleo sobre lienzo, 89 x 109 cm, colección particular francesa, última obra atribuida al pintor.

Existe la posibilidad, apuntada por William B. Jordan, de que algunos de estos bodegones fuesen adquiridos en la almoneda del pintor por el arzobispo de Toledo, Bernardo de Sandoval y Rojas, en cuyo poder se encontraban a su muerte cinco bodegones adquiridos para Felipe III por Juan Gómez de Mora para el remodelado Palacio del Pardo, en cuyo inventario de 1653 se citaba «un frutero pequeño con su marco de oro y negro y un Melón abierto en medio» como el bodegón de San Diego.
Los bodegones de Juan Sánchez Cotán han sido «objeto de interpretaciones simbólicas y teológicas, a todas luces excesivas». Para una parte de la crítica esas interpretaciones se apoyan en alusiones genéricas a contenidos místicos o ascéticos. Así Schneider, calificando de «festiva» la representación de los alimentos que integran sus bodegones, supone a Sánchez Cotán inspirado «en el pensamiento místico que giraba alrededor de Santa Teresa de Ávila o de San Juan de la Cruz quienes, —cercanos al pueblo— opusieron al despilfarro de las cortes la santidad de la vida sencilla y del ascetismo».
Emilio Orozco, quien más ha profundizado en este tema, centró su explicación particularmente en los escritos de fray Luis de Granada, a quien el pintor habría leído con seguridad, según defendía. El mismo amor a las más humildes criaturas, a las que se acercan con espíritu trascendente, habría inspirado la obra de ambos: 

Recuerda tanto a fray Luis que, como decíamos, es necesario pensar lo leería más de una vez; y no solo en la Cartuja —donde tanto se leyó al dominico—, sino incluso antes de su ingreso en ella durante su virtuosa vida de pintor en Toledo. En el hecho de esta influencia nos demuestra no solo cuán general y profundamente penetraron los escritos de nuestros místicos en el sentimiento de los españoles, sino, además, cómo la sensibilidad de algunos artistas descubrían en ellos un sentido expresivo, acorde o idéntico al que sentían como impulso y determinante de su arte».

Debe advertirse, con todo, que los libros que tenía Sánchez Cotán en Toledo no indican lecturas de esa naturaleza y, por otro lado, que similar sobriedad compositiva se encuentra en pintores holandeses o flamencos como Osias Beert y Clara Peeters, o italianos como Fede Galizia, estrictamente contemporáneos e igualmente interesados en la iluminación tenebrista, a algunos de los cuales debió de conocer y en particular a los italianos de los que ya Pantoja de la Cruz declaraba en su testamento de 1599 haber copiado algunos bodegones.
Francisco Pacheco decía al tratar de la pintura de frutas que de ella no se pueden dar reglas, «más de que se use de finos colores y de puntual imitación». La extraordinariamente compleja mezcla de pigmentos empleada por Sánchez Cotán para obtener los colores propios de las verduras representadas —albayalde, bermellón, laca orgánica roja y esmalte azul de cobalto y pardo orgánico en pequeñas cantidades para el cardo del bodegón de la colección Abelló— responde a ese afán de objetividad. Es precisamente esa capacidad de crear una ilusión de realidad, mediante el ejercicio de la mímesis, lo que ponderan en los bodegones escritores contemporáneos como Lope de Vega o Luis de Góngora, según han recordado Alfonso E. Pérez Sánchez y Fernando Marías. También Pedro Soto de Rojas elogiaba los bodegones de un contemporáneo de Cotán, el granadino Blas de Ledesma, justamente por esa capacidad de engañar a la naturaleza con su pintura: 

viendo de Zeusis el pincel facundo/ que, aplaudido en los términos del mundo,/ por mano de Ledesma en sus fruteros/ vuelve a engañar los pájaros ligeros.

Los inventarios indican, además, que de los bodegones se hacía un uso exclusivamente decorativo, sin que de la forma en que se describen puedan extraerse interpretaciones morales o alegóricas. Así, al hacer su inventario, los albaceas de Sánchez Cotán se limitaron a enumerar de forma sumaria las piezas que integraban cada uno. Pero también el propio pintor aludía en su testamento a uno de ellos simplemente como lienzo «que le hice de una caza», pintura que aún le debía pagar un canónigo toledano. Según ha observado Fernando Marías, partiendo del análisis de las sombras, que son independientes en cada una de las piezas que forman sus bodegones, lo que principalmente interesó a Sánchez Cotán fue la representación artística de cada una de ellas aisladamente, su volumen y relieve, para luego integrarlas en «artificiosos ejercicios compositivos, basados en el juego rítmico de sus piezas». Por lo demás, el interés del pintor por estos ejercicios de emulación y entretenimiento, meramente pictóricos, no ofrece dudas y se puede observar, también, en algunos trampantojos que realizó en su cartuja granadina, muy elogiados por Palomino justamente por aquella capacidad que los poetas ponderaban en los bodegones, la de emular, aventajándola, a la naturaleza.

### Pinturas para la Cartuja

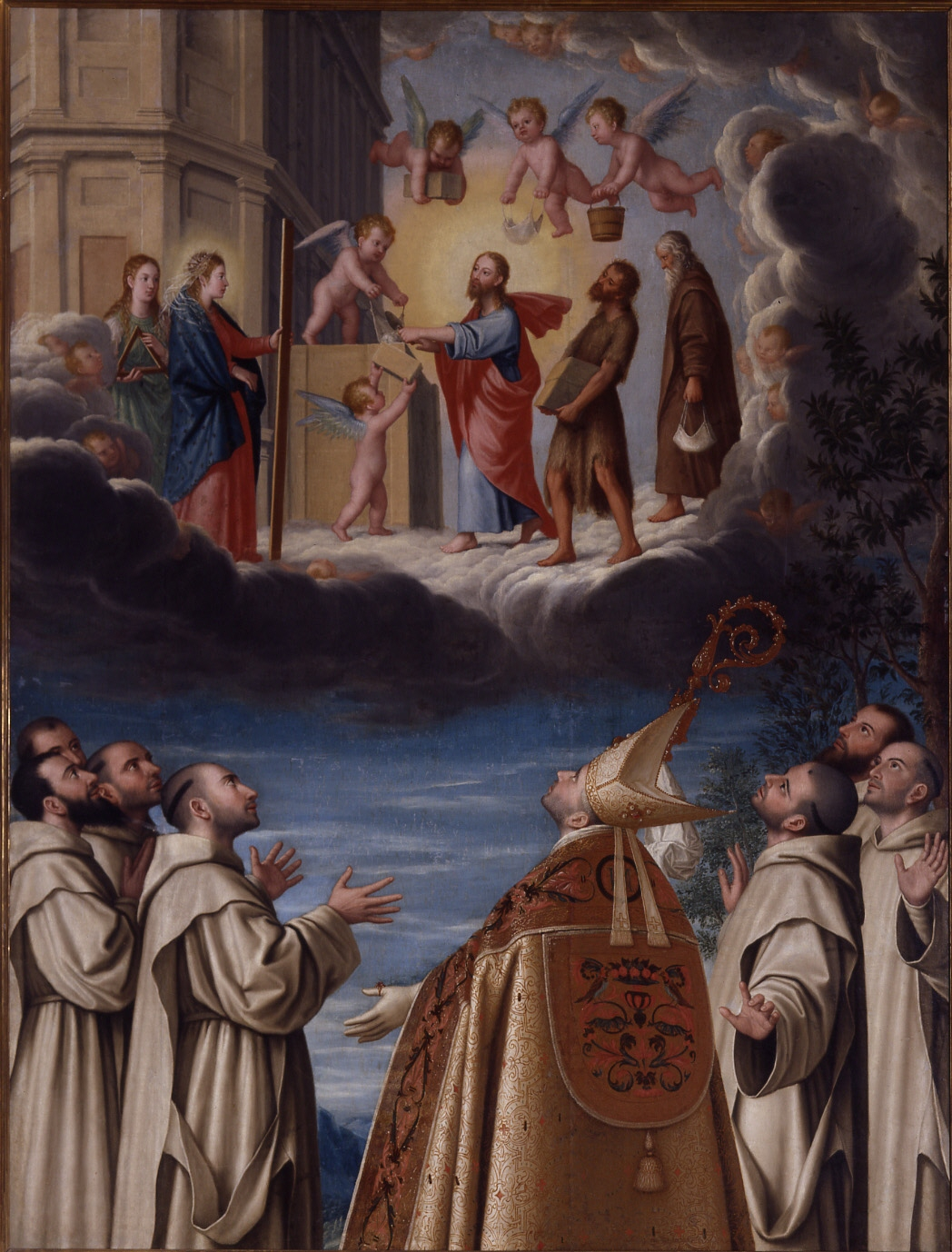
Visión de San Hugo, Museo de Bellas Artes de Granada (328 x 254 cm), pintado para una capilla del claustro pequeño de la cartuja, representa una visión del santo obispo en la que se le anunciaba la fundación de la primitiva cartuja.

La Virgen despertando al Niño, Museo de Bellas Artes de Granada (110 x 81 cm), estudio de iluminación artificial a la manera de Cambiaso y los pintores manieristas.

Establecido en Granada realizó para la decoración de su cartuja un número importante de obras por fortuna conservadas en su mayor parte. Sus temas, siempre de carácter religioso, comprenden motivos evangélicos, para los que se sirvió básicamente de modelos flamencos, e historias de la propia orden narradas de forma más personal y con ingenuo primitivismo, consecuencia, quizá, de la ausencia de modelos previos en los que inspirarse.
Entre las primeras, la serie de historias de la Pasión que pintó para los ángulos del claustro (Museo de Bellas Artes de Granada), de hondo patetismo y estrecha dependencia de estampas nórdicas, pueden contarse entre las obras menos logradas de su producción y quizá correspondan a una fecha tardía. Más interés ofrecen la Huida a Egipto y el Bautismo de Cristo que ocuparon los retablos del coro de legos. En la huida la composición piramidal cerrada del grupo de la Virgen con el Niño, a la manera renacentista, y el delicado estudio de las sombras proyectadas por los árboles bajo los que se cobija la sagrada familia, crean una atmósfera sosegada en la que parece advertirse el silencio monacal. Al pie de la Virgen, media hogaza de pan y un trozo de queso hacen recordar todavía al pintor de bodegones. 
Muy notable es la Última Cena del refectorio. Frente a la tradición, establecida en el quattrocento, de disponer a los apóstoles en hilera a los lados de Cristo, dejando libre el espacio anterior de la mesa, Sánchez Cotán sitúa a tres de ellos rigurosamente de espaldas, de tal modo que la agrupación en torno a la mesa —servida únicamente con dos peces— resulta más natural. Pero además, ese buscado naturalismo aún se verá reforzado por la presencia de un perro y un gato peleándose en el centro de la composición, recordando la pintura del Mudo. Muy bello es el efecto de luz que producen las dos ventanas del fondo, pintadas con técnica de trampantojo y por las que «parece, que realmente se introducen las luces».
Ese interés por la perspectiva, con su capacidad de engañar a la vista, se vuelve a poner de manifiesto en la cruz de madera fingida pintada sobre este lienzo, en la que, recurriendo al tópico, Palomino decía que se había visto repetidamente a los pájaros intentando posarse en sus clavos. En el retablo fingido en blanco y negro que sirve de marco a la pintura de San Pedro y San Pablo en la capilla De Profundis, se encuentra la manifestación más lograda de ese dominio de la perspectiva, elogiado por Palomino como «cosa maravillosa, y lo sumo a lo que puede llegar el arte de la Perspectiva, no solo de cuerpos, sino de luces y sombras».
Para el claustro pequeño pintó cuatro lienzos de la vida de san Bruno y su fundación de la Orden y otros tantos dedicados a los martirios de cartujos en Inglaterra. La rigurosa simetría y sencillez de sus composiciones, junto con la simplificación de los volúmenes, evitan el dramatismo barroco. Las luces, cuidadosamente estudiadas, tampoco son las propias del tenebrismo, ni siquiera en el cuadro del Sueño de san Hugo iluminado por una luz artificial. En todo ello, la huella de Luca Cambiaso y lo escurialense sigue muy presente. Los desnudos, obligados en el lienzo de los Mártires descuartizados, muestran las limitaciones del pintor en este orden.
De muy curiosa iconografía es la Visión de San Hugo, obispo de Grenoble, que pintó para su capilla en el claustro pequeño, traspasado al Museo de Bellas Artes. En un rompimiento de gloria Jesús construye el muro de la cartuja ayudado por la Virgen, que sostiene la regla, san Juan Bautista, santos y ángeles. La forma ingenua con que se resuelve esta parte del lienzo contrasta con el estatismo de las figuras de san Hugo y sus compañeros de la parte inferior, figuras monumentales que acusan una vez más su aprendizaje en la pintura de El Escorial. Muy cercana a lo escurialense está también la Asunción que ocupaba el retablo del Capítulo (Museo de Bellas Artes de Granada), con su rigurosa disposición frontal y el coro de ángeles simétricamente dispuestos. De una forma semejante trató el tema de la Inmaculada, aunque la autografía de las versiones que se le han asignado es discutida. Lo flamenco, en cambio, se advierte particularmente en otra serie de cuatro lienzos apaisados destinados a conmemorar la fundación de la primitiva cartuja, tratados como auténticos paisajes con figuras, o en los repetidos cuadros de la Virgen con el Niño, alguno de los cuales evoca todavía directamente a Gérard David.